# Marie-Louise Meilland
Marie-Louise Meilland, dite Louisette, est une rosiériste française née le 28 juin 1920 à Antibes et morte le 7 mars 1987 dans la même ville.

## Biographie
Marie-Louise Eugénie Paolino naît le 28 juin 1920, fille unique de Marie Élisabeth Greco et de Giacomo Francesco Paolino, fils d'émigrés calabrais et lui-même rosiériste. Elle est initiée très jeune par son père à la culture des roses. À 12 ans, elle rencontre Francis Meilland (en) qu'elle épouse en 1939.
À la mort de son mari en 1958, Marie-Louise Meilland reprend la direction de l'entreprise Meilland assistée de leur fils Alain.

## Obtentions
- Maria Callas (1965)
- Charles de Gaulle (1974)
- La Sevillana (1978)
- Anne de Bretagne (1979)
- Hidalgo (1979)
- Panthère Rose (1981)
- Princesse de Monaco (1981)
- Pierre de Ronsard (1985)